# Julia Enxing
Julia Enxing (* 1983 in Saragossa) ist eine deutsche römisch-katholische Theologin und Hochschullehrerin. Sie ist seit April 2024 Professorin für Fundamentaltheologie an der Katholisch-Theologischen Fakultät der Ruhr-Universität Bochum. Vorher hatte sie den Lehrstuhl für Systematische Theologie am Institut für Katholische Theologie der Technischen Universität Dresden inne.

## Leben
Julia Enxing wuchs im Rhein-Main-Gebiet auf. Nach ihrem Abitur begann sie 2002 zunächst ein Studium der Veterinärmedizin in Leipzig, wechselte aber zwei Jahre später an die  Universität Mainz, wo sie Geisteswissenschaften (Theologie, Pädagogik und Philosophie) studierte. Von 2009 bis 2010 war sie Wissenschaftliche Mitarbeiterin an der Katholisch-Theologischen Fakultät der Westfälischen Wilhelms-Universität Münster, wo sie 2012 mit summa cum laude zur Dra. theol. promoviert wurde. Für ihre Promotionsschrift Gott im Werden. Die Prozesstheologie Charles Hartshornes erhielt sie 2013 den Dissertationspreis der Westfälischen Wilhelms-Universität Münster. Von 2013 bis 2016 folgte ein Bachelor-Studium der Philosophie an der Philosophisch-Theologischen Hochschule Sankt Georgen in Frankfurt am Main, parallel zum Habilitationsprojekt mit dem Titel Schuld und Sünde (in) der Kirche. Eine systematisch-theologische Untersuchung (Grünewald 2018).
Im Jahr 2017 habilitierte sich Julia Enxing an der Philosophisch-Theologischen Hochschule Sankt Georgen und erhielt eine Venia legendi für das Fach Fundamentaltheologie. Nach wissenschaftlichen Tätigkeiten an den Universitäten in Münster, Osnabrück, Bamberg und Oldenburg und einer Zeit als Theologische Referentin an der Katholischen Akademie St. Jakobushaus in Goslar übernahm sie zum Sommersemester 2019 die Vertretung der Professur für Systematische Theologie am Institut für Katholische Theologie der TU Dresden. Im April 2020 wurde Enxing ordentliche Professorin und Inhaberin des Lehrstuhls. Seit April 2021 war sie zudem Geschäftsführende Direktorin des Instituts für Katholische Theologie. Seit April 2024 ist sie als Nachfolgerin von Markus Knapp Professorin für Fundamentaltheologie an der Ruhr-Universität Bochum.
Zu ihren Forschungsschwerpunkten zählen: Schuld und Sünde, Prozesstheologie, Gender Studies und Human-Animal Studies. Tiere spielten in ihrem Leben immer eine prominente Rolle; deshalb engagierte sie sich während des Doktorstudiums in Münster auch am Institut für Theologische Zoologie in dieser Stadt.
Seit 2016 ist sie Redaktionsmitglied des theologischen Online-Feuilletons feinschwarz.net. Enxing und feinschwarz.net wurde der Herbert-Haag-Preis 2023 zugesprochen. Vom Januar 2022 bis zum Februar 2024 gehörte Julia Enxing zum Pool der Sprecherinnen und Sprecher der ARD-Sendung Das Wort zum Sonntag.

## Schriften (Auswahl)
- Gott im Werden: Die Prozesstheologie Charles Hartshornes (= Ratio fidei 50). Regensburg: Friedrich Pustet 2013. [Dissertation; englisches Vorwort von Donald W. Viney]
- Schuld und Sünde (in) der Kirche. Eine systematisch-theologische Untersuchung. Ostfildern: Grünewald 2018.
- Und Gott sah, dass es schlecht war. Warum uns der christliche Glaube verpflichtet, die Schöpfung zu bewahren, München: Kösel  2022
- als Herausgeberin mit Dominik Gautier: Satisfactio. Über (Un-)Möglichkeiten von Wiedergutmachung (= Beihefte zur Ökumenischen Rundschau 122). Leipzig: Evangelische Verlagsanstalt 2019.
- als Herausgeberin mit Katharina Peetz unter Mitarbeit von Dorothea Wojtczak: Contritio. Annäherungen an Schuld, Scham und Reue  (= Beihefte zur Ökumenischen Rundschau 114). Leipzig: Evangelische Verlagsanstalt 2017.
- als Herausgeberin mit Katharina Peetz: Confessio. Schuld bekennen in Kirche und Öffentlichkeit (= Beiheifte zur Ökumenischen Rundschau 114). Leipzig: Evangelische Verlagsanstalt 2017.
- als Herausgeberin mit Johann Ev. Hafner und André Munzinger: Gebetslogik. Reflexionen aus interkonfessioneller Perspektive (= Beihefte zur Ökumenischen Rundschau 103). Leipzig: Evangelische Verlagsanstalt 2016.
- als Herausgeberin mit Johann Ev. Hafner und André Munzinger: Schuld. Theologische Erkundungen eines unbequemen Phänomens Ostfildern: Grünewald, 22015. [Rezensiert von: Irene Leicht, in: Christ in der Gegenwart 21 (2015) 234; Tobias Braune-Krickau, in: zeitzeichen 9 (2015) 63–64; Wolfgang Baum, in: Theologische Revue 112/3 (2016) 228–229.].
- als Herausgeberin mit René Dausner: Impulse für eine kompetenzorientierte Didaktik der Systematischen Theologie  Münster: LIT 2014. [Rezensiert von Kristin Riepenhoff, in: Theologische Revue 111/4 (2015) 335–337]
- als Herausgeberin mit Klaus Müller: Perfect Changes. Die Religionsphilosophie Charles Hartshornes  Ratio fidei 47. Regensburg: Friedrich Pustet 2012.